# Алберт Хереманс
Алберт Бере Хереманс (13. април 1906 — 15. децембар 1997) био је белгијски фудбалер. Био је дефанзивац Даринга и Белгије пре Другог светског рата.
Играо је седам пута за репрезентацију Белгије од 1931. до 1934. године. Играо је као нападач у једној утакмици за Белгију на Светском првенству 1934. у Фиренци, против Немачке (пораз Белгије, 2 : 5).